# Jana Schenk
Jana Schenk (* 15. März 1999) ist eine Schweizer Unihockeyspielerin. Sie steht beim Nationalliga-A-Vertreter UHC Laupen unter Vertrag.

## Karriere

### Verein
Schenk begann ihre Karriere beim UHC Baracudas Romanshorn, bevor sie via Floorball Thurgau zu Unihockey Red Lions Frauenfeld in den Nachwuchs wechselte. Zur Saison 2017/18 wurde sie in das Kader der ersten Mannschaft befördert und bildete zusammen mit Svenja Zell das Goalieduo.
2019 wechselte Schenk zum schwedischen Team IBK Lund. Lund stieg in der Vorsaison in die höchste schwedische Spielklasse, die Svenskan Superligan, auf. Nach einer Saison verliess Schenk den Verein aus der Provinz Schonen wieder in Richtung Schweiz.
Nach ihrem Abgang bei IBK Lund wechselte Schenk zurück zu Unihockey Red Lions Frauenfeld. Nach einer Saison schloss sich Schenk dem Ligakonkurrenten UHC Laupen an.

### Nationalmannschaft
2015 kam sie erstmals für die U19-Nationalmannschaft zum Einsatz. An einem Turnier mit drei Spielen erreichte sie eine Fangquote von 70 Prozent.